# Omul cu mârțoaga
Omul cu mârțoaga este o piesă de teatru a autorului român George Ciprian. A fost publicată în 1927. Este o comedie în 4 acte.  A avut premiera la 7 octombrie 1927  la Teatrul Național din București, cu George Calboreanu în rolul principal (Chirică).  
Piesa a avut un mare succes în România precum și în străinătate, fiind jucată la Berlin (1929), Praga (1930) și Berna (1932). A fost jucată și la Théâtre des Mathurins, Paris, la 16 iulie 1937 sub denumirea Kirika sau L'homme et son toquard.

## Prezentare
Chirică este un modest funcționar public (un arhivar) care iubește foarte mult animalele, mai ales caii. Datorită pasiunii sale, cumpără un cal de curse, mârțoaga Faraon al V-lea care ajungea mereu pe ultimul loc la linia de sosire. Împotriva tuturor, a societății și a familiei, acesta crede în calul său și nu îl înstrăinează indiferent de costuri.

## Personaje
- Chirică, arhivar
- Nichita
- Fira, servitoare
- Omul cu idei
- Directorul școlii
- Intelectuala
- Copiii
- Varlam
- Ana, soția  lui Chirică
- Inspectorul general
- Stăpânul calului
- Provincialul
- La vioară
- Liceenii

## Reprezentații
A fost jucată și la 12 mai 1957 - premieră la Teatrul Național Cluj-Napoca, regia Ion Dinescu, cu Dorel Urlățeanu în rolul lui Chirică.
La Teatrul Național București a avut premiera la 19 noiembrie 2011, regia Anca Bradu.

## Teatru radiofonic
- 1964 - regia artistică: Mihai Pascal, cu actorii: Octavian Cotescu, Marcel Anghelescu, Septimiu Sever, Dana Comnea, Nineta Gusti, Florin Scărlătescu, George Măruță, Nicu Dimitriu, Alexandru Rădulescu, Ștefan Mihăilescu-Brăila, Gheorghe Trestian, Aurel Cioranu. Regia muzicală: Romeo Chelaru.[6][7]